# Rio Open 2019
Il Rio Open 2019, conosciuto anche come Rio Open presented by Claro per motivi di sponsorizzazione, è stato un torneo professionistico di tennis giocato all'aperto sulla terra rossa. È stata la sesta edizione dell'evento. Il torneo fa parte dell'ATP Tour 500 nell'ambito dell'ATP Tour 2019. Il torneo si è svolto al Jockey Club Brasileiro di Rio de Janeiro, in Brasile, dal 18 al 24 febbraio 2019.

## Partecipanti

### Teste di serie
| Nazionalità | Giocatore         | Ranking | Testa di serie* |
| ----------- | ----------------- | ------- | --------------- |
| Austria     | Dominic Thiem     | 8       | 1               |
| Italia      | Fabio Fognini     | 15      | 2               |
| Italia      | Marco Cecchinato  | 18      | 3               |
| Argentina   | Diego Schwartzman | 19      | 4               |
| Portogallo  | João Sousa        | 41      | 5               |
| Serbia      | Dušan Lajović     | 43      | 6               |
| Tunisia     | Malek Jaziri      | 44      | 7               |
| Cile        | Nicolás Jarry     | 47      | 8               |

* Ranking all'11 febbraio 2019.

### Altri partecipanti
I seguenti giocatori hanno ricevuto una wild card per il tabellone principale:
- Félix Auger-Aliassime
- Thiago Monteiro
- Thiago Seyboth Wild

I seguenti giocatori sono passati dalle qualificazioni:

- Hugo Dellien
- Juan Ignacio Londero
- Casper Ruud
- Elias Ymer

Il seguente giocatore è entrato in tabellone come lucky loser:
- Carlos Berlocq

### Ritiri
Prima del torneo
- Pablo Andújar → sostituito da  Carlos Berlocq
- Pablo Carreño Busta → sostituito da  Cameron Norrie

Durante il torneo
- Diego Schwartzman

## Campioni

### Singolare maschile
Laslo Đere ha sconfitto in finale  Félix Auger-Aliassime con il punteggio di 6-3, 7-5.
- È il primo titolo in carriera per Đere.

### Doppio maschile
Máximo González /  Nicolás Jarry hanno sconfitto in finale  Thomaz Bellucci /  Rogério Dutra da Silva con il punteggio di 6(3)–7, 6-3, [10-7].